# Hermeray
Hermeray és un municipi francès, situat al departament d'Yvelines i a la regió de Illa de França. L'any 2007 tenia 926 habitants.
Forma part del cantó de Rambouillet, del districte de Rambouillet i de la Comunitat d'aglomeració Rambouillet Territoires.

## Demografia

### Població
El 2007 la població de fet de Hermeray era de 926 persones. Hi havia 359 famílies, de les quals 83 eren unipersonals (51 homes vivint sols i 32 dones vivint soles), 114 parelles sense fills, 138 parelles amb fills i 24 famílies monoparentals amb fills.
La població ha evolucionat segons el següent gràfic:
Habitants censats

### Habitatges
El 2007 hi havia 473 habitatges, 361 eren l'habitatge principal de la família, 70 eren segones residències i 43 estaven desocupats. 457 eren cases i 15 eren apartaments. Dels 361 habitatges principals, 312 estaven ocupats pels seus propietaris, 39 estaven llogats i ocupats pels llogaters i 10 estaven cedits a títol gratuït; 5 tenien una cambra, 14 en tenien dues, 41 en tenien tres, 70 en tenien quatre i 231 en tenien cinc o més. 303 habitatges disposaven pel capbaix d'una plaça de pàrquing. A 135 habitatges hi havia un automòbil i a 211 n'hi havia dos o més.

### Piràmide de població
La piràmide de població per edats i sexe el 2009 era:
| Homes | Edats   | Dones |
| ----- | ------- | ----- |
| 0     | 95 o +  | 0     |
| 0     | 90 a 94 | 4     |
| 12    | 85 a 89 | 12    |
| 4     | 80 a 84 | 12    |
| 16    | 75 a 79 | 16    |
| 12    | 70 a 74 | 36    |
| 16    | 65 a 69 | 12    |
| 24    | 60 a 64 | 8     |
| 24    | 55 a 59 | 16    |
| 56    | 50 a 54 | 56    |
| 48    | 45 a 49 | 56    |
| 16    | 40 a 44 | 16    |
| 40    | 35 a 39 | 36    |
| 8     | 30 a 34 | 16    |
| 16    | 25 a 29 | 12    |
| 24    | 20 a 24 | 32    |
| 52    | 15 a 19 | 20    |
| 8     | 10 a 14 | 12    |
| 48    | 5 a 9   | 24    |
| 24    | 0 a 4   | 20    |

## Economia
El 2007 la població en edat de treballar era de 583 persones, 416 eren actives i 167 eren inactives. De les 416 persones actives 393 estaven ocupades (209 homes i 184 dones) i 23 estaven aturades (10 homes i 13 dones). De les 167 persones inactives 65 estaven jubilades, 60 estaven estudiant i 42 estaven classificades com a «altres inactius».

### Ingressos
El 2009 a Hermeray hi havia 365 unitats fiscals que integraven 964,5 persones, la mediana anual d'ingressos fiscals per persona era de 26.352 €.

### Activitats econòmiques
Dels 49 establiments que hi havia el 2007, 2 eren d'empreses de fabricació d'altres productes industrials, 10 d'empreses de construcció, 8 d'empreses de comerç i reparació d'automòbils, 2 d'empreses de transport, 1 d'una empresa d'informació i comunicació, 1 d'una empresa financera, 4 d'empreses immobiliàries, 14 d'empreses de serveis, 2 d'entitats de l'administració pública i 5 d'empreses classificades com a «altres activitats de serveis».
Dels 9 establiments de servei als particulars que hi havia el 2009, 2 eren tallers de reparació d'automòbils i de material agrícola, 1 paleta, 1 guixaire pintor, 1 fusteria, 2 electricistes, 1 agència immobiliària i 1 saló de bellesa.
L'únic establiment comercial que hi havia el 2009 era una botiga d'equipament de la llar.
L'any 2000 a Hermeray hi havia 9 explotacions agrícoles.

## Equipaments sanitaris i escolars
El 2009 hi havia una escola elemental.

## Poblacions més properes
El següent diagrama mostra les poblacions més properes.